# 主音吉他手
主奏吉他手，也稱為主音吉他手，主要弹奏歌曲中的主音旋律，與前奏、間奏和尾奏的主音部分，有時也有即興演奏，過門（過渡）部分的短暫主音，或是固定音型（riff）。
在摇滚乐、重金属音乐、蓝调、爵士乐、朋克音乐、某些流行音乐和其他音乐风格中，主奏吉他是一个特定的吉他手，通常会弹一些单音獨奏（solo）或者双音獨奏。
另外，通常节奏吉他手弹奏和弦節拍節奏和分解和弦和固定音型。
一個小組樂團或管弦樂團，有時只有一個吉他手，而主音吉他手同時也擔任節奏吉他手的功能，如奶油樂隊。